# A. J. Foyt
A. J. Foyt (n. 16 ianuarie 1935, Houston, Texas, SUA) este un fost pilot de curse auto american care a evoluat în Campionatul Mondial de Formula 1 între anii 1958 și 1960.
1. ↑  A. J. Foyt, SNAC, accesat în 9 octombrie 2017
2. ↑  A. J. Foyt, Encyclopædia Britannica Online, accesat în 9 octombrie 2017